# Agnostokasia sublima
Agnostokasia sublima är en insektsart som beskrevs av Gurney och D.C.F. Rentz 1964. Agnostokasia sublima ingår i släktet Agnostokasia och familjen gräshoppor. Inga underarter finns listade i Catalogue of Life.